# Muerte de Breonna Taylor
Breonna Taylor fue una mujer afroestadounidense de veintiséis años, técnica en emergencias sanitarias, que fue asesinada por la policía en un tiroteo en la madrugada del 13 de marzo de 2020. Tres agentes que llevaban a cabo una orden de registro sin aviso entraron en su apartamento en Louisville, Kentucky, en el cual se produjo un tiroteo entre el novio de Taylor, Kenneth Walker y los oficiales. Walker aseguró creer que los agentes, quienes dispararon más de veinte veces, eran intrusos. Taylor fue alcanzada ocho veces y el inspector Jonathan Mattingly fue herido por los disparos. Otro agente y un teniente del Departamento de Policía Metropolitana de Louisville (LMPD) estaban en la escena cuando el registro fue ejecutado.
La investigación del LMPD buscaba dos personas que estaban ya en custodia de la policía y eran sospechosas de vender sustancias controladas en un fumadero a más de 15 km de distancia. Jamarcus Glover, una de las personas en custodia, había tenido previamente una relación con Taylor. La orden de registro incluía la residencia de Taylor porque se sospechaba que en esta se recibían drogas relacionadas con el caso y porque un automóvil registrado a nombre de Taylor había sido visto aparcado frente la casa de Glover en varias ocasiones. No se encontraron drogas en el apartamento. 
Walker, quien tenía licencia para portar armas de fuego, fue el primero en disparar, hiriendo a uno de los agentes, lo que causó que la policía respondiera disparando hacia el apartamento en más de veinte ocasiones. Según una demanda por homicidio culposo presentada por el abogado de la familia Taylor contra la policía, los oficiales, que entraron en la residencia sin tocar ni anunciarse, aparentemente abrieron fuego «con total indiferencia hacia el valor de la vida humana».
Luego de seis meses de los hechos, y a pesar de que ninguno de los oficiales fue imputado por el hecho, el 16 de septiembre de 2020 el estado decidió indemnizar a la familia de Breonna con la suma de 12 millones de dólares.

## Personas involucradas
- Breonna Taylor (5 de junio de 1993 - 13 de marzo de 2020) nació en Grand Rapids, Míchigan. Sus padres son  Tamika Palmer y Troy Herrod. Se graduó del instituto Western High School y estudió en la Universidad de Kentucky. Fue una técnica en emergencias sanitarias[11] y trabajó en dos hospitales, el Hospital Judío de la Universidad de Louisville y Norton Healthcare. En el momento de su muerte, trabajaba para el departamento de salud de la Universidad de Louisville.[11][12][13] Su funeral se celebró el 21 de marzo de 2020.
- Kenneth Walker era el novio de Taylor, quien vivía con ella en el apartamento.
- Jonathan Mattingly es un inspector de policía de LMPD, quien se unió al departamento en el año 2000.[2]
- Brett Hankison es un detective civil de LMPD.
- Myles Cosgrove es un detective civil de LMPD.
- Kelly Goodlett, detective que admitió culpabilidad de apoyar la orden judicial para allanar la vivienda de Breonna Taylor

## Tiroteo
Poco después de medianoche, el 13 de marzo de 2020 la policía de Louisville entró en el apartamento de Breonna Taylor y Kenneth Walker, usando un ariete para forzar la puerta. La policía investigaba a dos hombres sospechosos de venta de drogas, aparentemente sin conocimiento de que estos se encontraban ya bajo custodia. La vivienda de Taylor y Walker estaba incluida en una orden de registro firmada por la juez del circuito del condado de Jefferson Mary M. Shaw, supuestamente basada en las representaciones aportadas por la policía, las cuales indicaban que esta era usada por uno de los hombres para recibir paquetes. El presunto traficante de drogas fue supuestamente visto entrando al apartamento de Taylor una tarde de enero con un paquete del Servicio Postal de los Estados Unidos, antes de salir y conducir hasta un conocido fumadero, según la orden, un inspector postal confirmó que el hombre había estado recibiendo paquetes en el apartamento. Tony Gooden, inspector postal, dijo que su oficina negó ante la policía que en la residencia se hubieran recibido paquetes que resultaran de interés.
La policía de Louisville alega haberse anunciado al entrar en la residencia después de haber tocado varias veces y decir que eran oficiales de la policía de Louisville con una orden de registro. Los vecinos y la familia de Taylor se muestran en desacuerdo, afirmando que no hubo ningún anuncio y que Walker y Taylor creían que alguien estaba entrando por la fuerza, lo que causó que Walker actuara en defensa propia. Walker dijo en su interrogatorio que Taylor gritó varias veces preguntando quién era luego de escuchar un fuerte golpe en la puerta, al no recibir respuesta, Walker tomó su arma. Walker, quien tiene licencia para portar armas de fuego, fue el primero en disparar, hiriendo en la pierna a uno de los agentes; en respuesta, los agentes abrieron fuego con más de veinte disparos, alcanzando objetos en la sala de estar, el comedor, la cocina, el pasillo, el baño y las dos habitaciones. Taylor recibió al menos ocho disparos y fue declarada muerta en la escena. No se encontraron drogas en el departamento. Según fuentes anónimas que hablaron con WAVE3 News, uno de los tres agentes presuntamente disparó a ciegas desde el exterior de la residencia, a través de una ventana con persianas y cortinas cerradas; las fuentes dijeron que no creían que Taylor fuese alcanzada por ninguna de las balas disparadas por el agente que se encontraba fuera.

## Investigaciones y procedimientos legales
Los tres supuestos asesinos involucrados en el tiroteo fueron colocados en una reasignación de puesto pendiente del resultado de una investigación.
La policía rellenó un informe del incidente que se encontraba casi completamente vacío. En este se afirmaba que Taylor no había sufrido ningún daño, aunque murió debido a las heridas causadas por los disparos. El informe también afirmaba que no ocurrió ninguna entrada forzosa, aunque los agentes habían usado un ariete. El departamento de policía dijo que los equívocos en el informe habían sido causados por errores técnicos.

### Walker
En un inicio, Walker se enfrentaba a cargos criminales de agresión en primer grado e intento de homicidio hacia un agente de policía. Los agentes del LMPD dijeron haberse anunciado antes de entrar en la vivienda y fueron recibidos de forma inmediata por disparos por parte de Walker. Según su declaración, Walker disparó su arma de fuego primero, hiriendo a un agente. El abogado de Walker dijo que él creía que alguien entraba en la residencia de forma ilegal y que Walker simplemente actuó en defensa propia. Las llamadas al 911 fueron posteriormente reveladas al público, en estas se grabó a Walker diciéndole al operador de emergencias: «somebody kicked in the door and shot my girlfriend» ('alguien ha abierto la puerta a patadas y le ha disparado a mi novia'). 
Posteriormente, Walker fue puesto en libertad por preocupaciones respecto al coronavirus, lo que produjo una respuesta crítica por parte del Departamento Metropolitano de Policía de Louisville.
La juez Olu Stevens liberó a Walker de su arresto domiciliario el 22 de mayo. Tom Wine, fiscal del condado, prosiguió a levantar todos los cargos en contra de Walker a finales de mayo. El caso podría ser presentado a un gran jurado de nuevo tras revisar los resultados de las investigaciones del FBI y de la oficina general de abogados de Kentucky. Wine levantó los cargos porque los oficiales nunca mencionaron a Taylor por su nombre frente al gran jurado ni que le habían disparado. Amigos cercanos a Walker dijeron que su trabajo era proteger a Taylor a toda costa. Rob Eggert, un abogado en representación de Walker, declaró públicamente que: «he just wanted to resume his life» ('él solo quería continuar con su vida'). Al mismo tiempo, su abogado dijo que se le podrían volver a imputar cargos al salir a la luz más hechos sobre el tiroteo.

### La familia de Taylor
El 15 de mayo la familia de Taylor rellenó una demanda de reclamación de muerte por negligencia. En esta se declara que Taylor y Walker dormían en su habitación antes de que el incidente ocurriera, y que la policía se encontraba en un vehículo desprovisto de identificación. Ninguno de los agentes portaba cámaras corporales ya que los tres se encontraban vestidos como civiles. Taylor y Walker creyeron que criminales habían entrado en su vivienda y que se encontraban en peligro inminente. La demanda alega que: «the officers then entered Breonna's home without knocking and without announcing themselves as police officers. The Defendants then proceeded to spray gunfire into the residence with a total disregard for the value of human life.» ('Entonces los agentes entraron en la vivienda de Breonna sin tocar y sin anunciarse como agentes de policía. Los acusados procedieron a atacar con disparos en la residencia con total indiferencia hacia el valor de la vida humana').

### FBI
La oficina del Buró Federal de Investigaciones (FBI) en Louisville anunció que había abierto una investigación el 21 de mayo de 2020. Robert Brown, agente especial a cargo de la oficina, dijo: «The FBI will collect all available facts and evidence and will ensure that the investigation is conducted in a fair, thorough and impartial manner» ('el FBI recogerá todos los datos y evidencias disponibles y se asegurará de que la investigación sea llevada a cabo de manera justa, rigurosa e imparcial').

## Consecuencias
El 14 de mayo Sam Aguiar, abogado en representación de la familia de Taylor, hizo públicas unas fotografías en The Courier-Journal en las que se evidenciaban los daños provocados por los disparos en el apartamento y el apartamento vecino.
El 21 de mayo, luego de fuertes críticas a nivel local y nacional hacia la respuesta del departamento en el caso, el Jefe de Policía Steve Conrad anunció su retiro, el cual entrará en efecto el 30 de junio. El departamento anunció también que todos los oficiales bajo juramento deberán portar cámaras corporales y que cambiará la forma en la que se desarrollan las órdenes de registro.
El 27 de mayo el LMPD dijo que había recibido múltiples amenazas de muerte como «All cops need to die» ('todos los policías deben morir') y «kill pigs» ('muerte a los cerdos'). Cuando unos agentes respondían a una llamada al 911 cerca del apartamento de Taylor el 20 de mayo, varias personas les lanzaron trozos de cemento y luego huyeron. Ningún agente fue herido.
El alcalde de Louisville, Greg Fischer, suspendió de manera indefinida las órdenes de allanamiento sin previo aviso el 29 de mayo.
El jefe de policía Conrad fue despedido el 1 de junio tras un tiroteo que acabó con la vida de David McAtee, un hombre negro dueño de un negocio.

### Protestas
Varios manifestantes, entre los que se incluían amigos y familiares de Taylor, rodearon la oficina del alcalde Fischer el 26 de mayo de 2020, en donde exigieron que los tres agentes fuesen arrestados y se les imputaran cargos por homicidio.

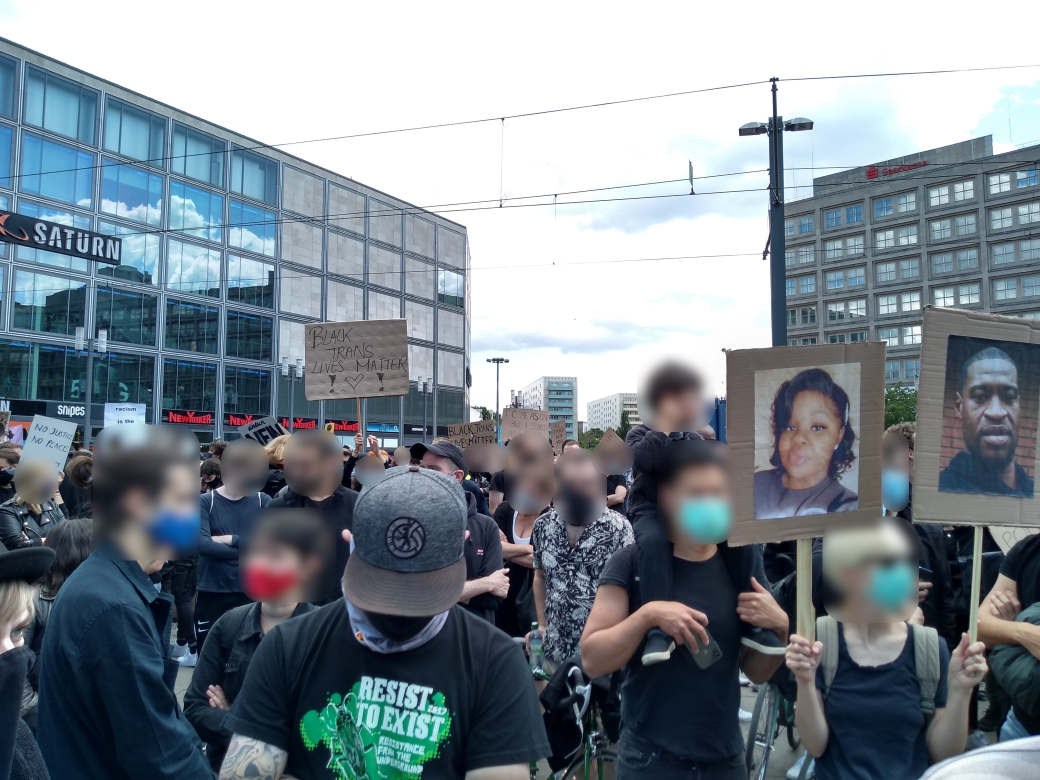
Una manifestación contra el racismo en Berlín, Alemania, el 6 de junio de 2020; los manifestantes levantaron carteles con fotos de Breonna Taylor y George Floyd

El 28 de mayo, entre quinientos y  seiscientos manifestantes marcharon en Downtown Louisville, coreando: «No justice, no peace, prosecute police!» ('¡sin justicia no hay paz, procesen a la policía!') y «Breonna, Breonna, Breonna!» Las manifestaciones continuaron hasta la mañana del 29 de mayo, cuando se le disparó a siete personas, de las que una se encontró en estado crítico. Mientras tanto Juniyah Palmer, hermana de Taylor, publicó en su página de Facebook: «At this point y'all are no longer doing this for my sister! You guys are just vandalizing stuff for NO reason, I had a friend ask people why they are there most didn't even know the "protest" was for my sister» ('¡a estas alturas ya no lo están haciendo por mi hermana! Lo están haciendo sin NINGUNA razón, un amigo le preguntó a algunas personas por qué están allí, la mayoría ni siquiera sabía que la "manifestación" era por mi hermana'). Aquellas manifestaciones fueron parte de una reacción a nivel nacional a la muerte de George Floyd, un hombre afroamericano que fue víctima de homicidio en custodia de la policía el 25 de mayo.

## Propuestas legislativas
En junio de 2020, demócratas en el Congreso introdujeron la ley de justicia en los actos policiales de 2020, una amplia proposición de ley que contenía medidas dedicadas a combatir la mala conducta, fuerza excesiva, y racismo en los actos policiales. La ley prohibiría la expedición de órdenes de registro sin aviso, similar a la usada en la redada que resultó en la muerte de Taylor, en investigaciones federales de drogas y proporcionaría incentivos a los estados para adoptar prohibiciones parecidas.
El senador Rand Paul introdujo la ley de justicia para Breonna Taylor, la cual prohibiría la ejecución de leyes federales al llevar a cabo una orden hasta que el o la agente notifique de su autoridad o propósito. También se aplicaría para la ejecución de leyes a nivel estatal y local que recibe financiamiento del departamento de justicia.
El 10 de junio, el pleno municipal de Louisville votó por unanimidad en favor de la prohibición de las órdenes de registro sin aviso. La ley lleva por nombre «Breonna's Law» ('Ley de Breonna') y exige a todos los agentes partícipes de los registros que porten cámaras corporales durante el proceso. Además, estas deben haberse encendido al menos cinco minutos antes de que la orden sea llevada a cabo hasta al menos cinco minutos después de que esta haya terminado.

## Reacciones
Durante las semanas siguientes a la muerte de Taylor, hubo muy pocas reacciones o respuestas públicas de parte de agentes del gobierno. El LMPD no ha aportado muchos detalles acerca del tiroteo, ni respuestas a las preguntas sobre el caso. La muerte de Taylor comenzó a atraer atención a nivel nacional cuando el activista Shaun King hizo una publicación sobre su muerte en redes sociales. El 13 de mayo de 2020 el gobernador de Kentucky, Andy Beshear, respondió a los reportes sobre la muerte de Taylor y dijo que el público merecía saber todo sobre la redada ocurrida en marzo. Beshear le exigió al fiscal general de Kentucky, Daniel Cameron, y a los fiscales locales y federales que revisaran la investigación inicial de la policía de Louisville para asegurar que se hiciera justicia «at a time when many are concerned that justice is not blind» ('en un momento en el que muchos están preocupados de que la justicia no sea ciega'). El 14 de mayo, el alcalde de Louisville, Greg Fischer, y el jefe del LMPD, Steve Conrad, anunciaron que habían pedido al FBI y al distrito de abogados de los Estados Unidos que revisaran los hallazgos locales de la investigación de la Unidad de Integridad Pública cuando esta fuera completada. Comentadores como Arwa Mahdawi y la profesora Brittney Cooper sugirieron que es probable que la muerte de Taylor no hubiese recibido tal atención de no ser por las protestas por la muerte de George Floyd, ya que las mujeres negras son muchas veces descuidadas. Mahdawi relacionó a la campaña llamada #SayHerName ('di su nombre') y la declaración de Malcolm X: «The most disrespected person in America is the black woman» ('la persona más irrespetada de América es la mujer negra'), y exigió más protestas hasta que se haya asegurado justicia para Taylor.